# District d'Auburn
Auburn est une circonscription électorale de l'État de Nouvelle-Galles du Sud située à l'intérieur de Sydney.
Les habitants élisent un député à l'Assemblée législative de Nouvelle-Galles du Sud. L'actuelle députée est la travailliste Lynda Voltz.

## Liste des députés successifs d'Auburn
| Député | Député        | Parti        | Mandat        |
| ------ | ------------- | ------------ | ------------- |
|        | Jack Lang     | Travailliste | 1927—1946     |
|        | James Lang    | Travailliste | 1946—1950     |
|        | Edgar Dring   | Travailliste | 1950—1955     |
|        | Thomas Ryan   | Travailliste | 1955—1965     |
|        | Peter Cox     | Travailliste | 1965—1988     |
|        | Peter Nagle   | Travailliste | 1988—2001     |
|        | Barbara Perry | Travailliste | 2001—2015     |
|        | Luke Foley    | Travailliste | 2015—2019     |
|        | Lynda Voltz   | Travailliste | 2019—en cours |

## Résultats des élections
| Parti                            | Parti                        | Candidat                     | Voix   | %     | ±     |
| -------------------------------- | ---------------------------- | ---------------------------- | ------ | ----- | ----- |
|                                  | Travailliste                 | Lynda Voltz                  | 28 167 | 60,1  | +6,0  |
|                                  | Libéral                      | Haseen Zaman                 | 9 327  | 19,9  | −11,3 |
|                                  | Verts                        | Masoomeh Asgari              | 3 237  | 6,9   | +0,0  |
|                                  | Démocrates libéraux          | Julie Morkos Douaihy         | 3 162  | 6,7   | +6,7  |
|                                  | Indépendant                  | Jamal Daoud                  | 1 733  | 3,7   | +3,7  |
|                                  | Australie durable            | Shelley Goed                 | 1 227  | 2,6   | +2,6  |
| Total des suffrages exprimés     | Total des suffrages exprimés | Total des suffrages exprimés | 46 853 | 93,4  | −0,4  |
| Votes nuls                       | Votes nuls                   | Votes nuls                   | 3 286  | 6,6   | +0,4  |
| Participation                    | Participation                | Participation                | 50 139 | 84,8  | +0,5  |
| Résultat de préférence bipartite |                              |                              |        |       |       |
|                                  | Travailliste                 | Lynda Voltz                  | 30 701 | 74,0  | +10,3 |
|                                  | Libéral                      | Haseen Zaman                 | 10 793 | 26,0  | −10,3 |
|                                  | Travailliste retenir         | Travailliste retenir         | Swing  | +10,3 |       |